# Albendazol
Albendazol ist ein neueres Benzimidazolcarbamat, das als Anthelminthikum (Arzneistoff gegen Würmer) genutzt wird. Es handelt sich um ein weißes oder etwas gelbliches Pulver, das zum Beispiel als Suspension zubereitet verabreicht wird. Es wird vorzugsweise gegen verschiedene im Darm und Gewebe lebende Fadenwürmer (Nematoden) sowie in Organen (zum Beispiel Gehirn, Leber, Lunge) lebende larvalen Formen (Finnen) bestimmter Bandwürmer, zum Beispiel des Schweinebandwurms, des Fuchsbandwurms und des dreigliedrigen Hundebandwurms eingesetzt.
Albendazol ist Mittel der Wahl bei der Behandlung der Zystizerkose sowie der alveolären und zystischen Echinokokkose des Menschen, entweder als Ergänzung zu oder in Kombination mit operativen Methoden oder, falls letztere kontraindiziert sind, als alleinige Therapiemaßnahme in Form einer Langzeitbehandlung. Albendazol kann auch zur Behandlung gegen Microsporidien (zum Beispiel Encephalitozoonose) eingesetzt werden.
Es bewirkt wie alle Benzimidazole ein Verhungern und Ausscheiden der Tiere hauptsächlich durch Störung der Glucoseaufnahme und verhindert die Bildung fruchtbarer Eier durch gestörte Ausbildung des Spindelapparates und Stoffwechselstörung.
Albendazol wird peroral verabreicht. Der Einsatz während der Schwangerschaft ist kontraindiziert.
Albendazol wird wohl aufgrund seiner schlechten Wasserlöslichkeit schlecht aus dem Verdauungstrakt aufgenommen. In Verbindung mit fettigen Mahlzeiten eingenommen erhöht sich die Aufnahme um etwa Faktor 5. Es wird bereits beim ersten Leber-Durchgang großenteils zu Albendazolsulfoxid verstoffwechselt und taucht selber praktisch nicht im Blutplasma auf. Die Wirkung gegen im Gewebe lebende Würmer wird hauptsächlich dem Sekundärstoff zugeschrieben. Er hält sich mit einer Halbwertszeit von 8,5 Stunden im Blut und wird dann hauptsächlich in der Galle abgebaut.
Albendazol wurde als Thiabendazol-Derivat zunächst für die Veterinärmedizin entdeckt und 1981 zur Behandlung von Wurminfektionen eingeführt.

## Handelsnamen
Eskazole (A, D, EU u. a.), Valbazen ad us.vet. (D, CH), Zentel (CH)